# Новоселівка (селище, Краматорський район)
Новосе́лівка — селище Лиманської міської громади Краматорського району Донецької області України. Розташоване на річці Нетриус, за 148 км від Донецька.
Відстань до центру громади автошляхом місцевого значення становить близько 16 км. Біля селища проходить залізниця, станція Новоселівка.

## Населення

### Мова
Розподіл населення за рідною мовою за даними перепису 2001 року:
| Мова            | Кількість | Відсоток |
| --------------- | --------- | -------- |
| українська      | 1294      | 92.63%   |
| російська       | 102       | 7.30%    |
| інші/не вказали | 1         | 0.07%    |
| Усього          | 1397      | 100%     |

## Новітня історія
14 травня 2015 року в часі російсько-української війни при виконанні бойового завдання загинув солдат 93-ї бригади Станіслав Кучеровський

### Російське вторгнення в Україну
28 вересня 2022 року депутат Глибоцької районної ради Артур Пилипенко виклав у своєму фейсбуці відео з українськими військовими, які звітували про визволення Новоселівки
OSINT-команда Geoconfirmed підтвердило цю інформацію і вказавши координати місця зйомки біля відділення Укрпошти